# ألفونسو مورا
ألفونسو مورا (بالإسبانية: Alfonso Mora)‏ هو لاعب كرة مضرب فنزويلي، ولد في 23 مايو 1964 في واشنطن العاصمة في الولايات المتحدة.

## وصلات خارجية
- ألفونسو مورا على موقع رابطة محترفي التنس (الإنجليزية)
- ألفونسو مورا على موقع الاتحاد الدولي لكرة المضرب (الإنجليزية)
- ألفونسو مورا على موقع كأس ديفيز (الإنجليزية)
- ألفونسو مورا على موقع خلاصة التنس.كوم (الإنجليزية)